# 829 Academia
A 829 Academia (ideiglenes jelöléssel 1916 ZY) a Naprendszer kisbolygóövében található aszteroida. Grigorij Neujmin fedezte fel 1916. augusztus 25-én.